# ARM Holdings Limited

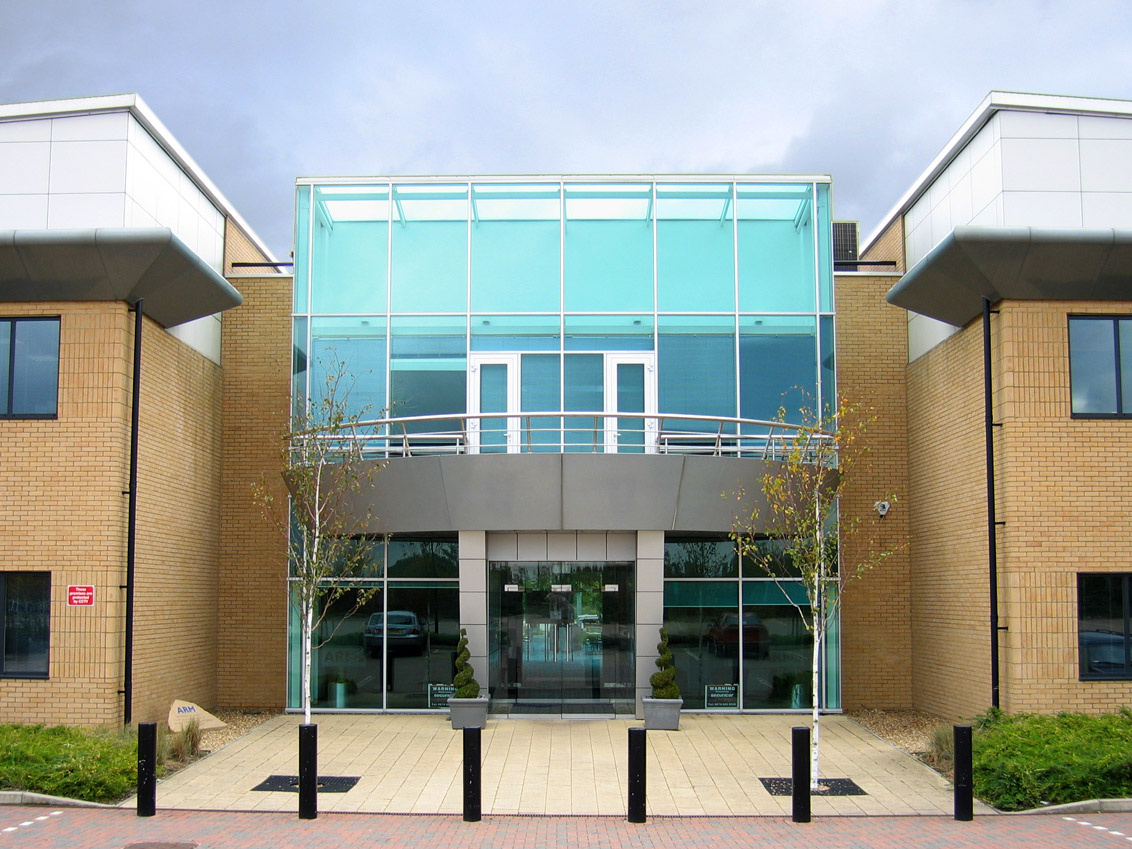
ARM-Firmensitz in Cambridge

ARM Holdings Limited (früher Advanced RISC Machines Ltd., neue Eigenschreibweise seit ca. 2017: arm) ist ein britischer, mehrheitlich zur japanischen Softbank gehörender Anbieter von IP-Lösungen im Bereich Mikroprozessoren. Das Unternehmen ist Entwickler der Arm-Architektur, die in Lizenz gebaut in den meisten Smartphones und Tabletcomputern zum Einsatz kommt und auch im Bereich der Eingebetteten Systeme sehr weit verbreitet ist.

## Produkte
ARM entwickelt das Design von RISC-Prozessoren, deren Fertigung von den Lizenznehmern durchgeführt wird, zu denen die Firmen AMD, Apple, Microchip, Freescale, HiSilicon, IBM, Infineon, Intel, MediaTek, Nvidia, NXP, Qualcomm, Renesas, Samsung, STMicroelectronics, Texas Instruments, Toshiba und 3Com gehören.
Während einige Unternehmen wie z. B. die Huawei-Tochter HiSilicon direkt Chipdesigns von ARM lizenzieren, benutzen andere lediglich eine sogenannte Arm-Architekturlizenz. Zu diesen Firmen gehören Apple, Samsung und Qualcomm. Letztere gestalten auf Grundlage der Arm-Lizenz eigene Prozessor-Designs. Siehe z. B. Apples A6, Samsungs Exynos oder Qualcomms Snapdragon.

## Geschichte
Advanced RISC Machines Ltd. entstand 1989 mit der Auslagerung der Prozessorsparte aus dem Unternehmen Acorn. Acorn behielt 43 % Anteil an dem neuen Unternehmen, weitere 43 % hielt Apple, 7 % VLSI Technology (bis dahin einziger Produzent des ARM-Chipsatzes und danach erster Lizenznehmer von ARM) und die restlichen 7 % Nippon Investment and Finance.
Mit der Trennung der Prozessorsparte vom Mutterkonzern wurde die vom Unternehmen entwickelte Arm-Architektur von Acorn RISC Machines in Advanced RISC Machines umbenannt.
2004 wurde der US-amerikanische Konkurrent Artisan Components für 913 Millionen US-Dollar übernommen. 2005 wurde das deutsch-amerikanische Unternehmen Keil Software übernommen, ein Hersteller von IDEs für eingebettete Systeme.
2016 – einen Monat nach dem Brexit-Votum im Vereinigten Königreich – gab der japanische Telekommunikationskonzern Softbank die Absicht bekannt, ARM für etwa 23,4 Milliarden Pfund (27,95 Milliarden Euro) zu kaufen. Die Übernahme wurde im September 2016 abgeschlossen. ARM sollte als eigenständiges Unternehmen bestehen bleiben und personell aufgestockt werden.
Am 13. September 2020 wurde bekannt, dass die Nvidia Corporation ARM für 40 Milliarden Dollar übernehmen wolle. Verschiedene Unternehmen der IT-Branche, darunter Microsoft, Google und Qualcomm, sprachen sich gegen die geplante Übernahme aus. Ende 2021 klagte die US-amerikanische Federal Trade Commission (FTC) gegen die Übernahme, die nach ihrer Darstellung Nvidia Kontrolle über einen Chipspezialisten geben würde, auf den Konkurrenten zur Entwicklung ihrer eigenen Halbleiter angewiesen seien. Nach der Übernahme hätte das Unternehmen die Mittel und Anreize, die Entwicklung von Halbleitern der nächsten Generation zu stoppen. Die FTC fürchtete Nachteile beim teilautonomen Fahren, bei der Sicherheit und Effizienz von Datencentern und beim Cloud-Computing sowie durch den Einblick in die geschützte Technologie von Rivalen. Sie kooperierte mit den ebenfalls kritischen Kartellbehörden in England, der EU und Japan. Aufgrund der wettbewerbswirtschaftlichen Hürden in den USA, der Europäischen Union und Großbritannien gab Softbank am 8. Februar 2022 bekannt, ARM nicht an Nvidia zu verkaufen.
Im August 2023 beantragte Arm nach dem Securities Act of 1933 der Vereinigten Staaten den erneuten Börsengang. Das Unternehmen wurde zum 14. September 2023 an die Börse gebracht und ist seit dem Mittels American Depositary Receipts handelbar. Softbank hält allerdings weiterhin 90 % der Anteile. Ein Ausgabepreis von 51 Dollar je Aktie entsprach einem Unternehmenswert von 54,5 Milliarden Dollar.

## Akquisitionen
| Jahr | Unternehmen               | Beschreibung |
| ---- | ------------------------- | --- |
| 1999 | Micrologic Solutions      | Kauf der Softwareberatung mit Sitz in Cambridge                                                                                        |
| 2000 | Allant Software           | Softwareentwickler spezialisiert auf Debugging                                                                                         |
| 2000 | Infinite Designs          | Designer aus Sheffield |
| 2000 | EuroMIPS                  | Entwickler von Smart Cards aus Frankreich                                                                                              |
| 2001 | Noral Micrologics         | Übernahme der Entwickler/Spezialisten für das Debuggen von Hard- und Software                                                          |
| 2003 | Adelante Technologies     | Entwickler von Software zur Digitalen Signalverarbeitung                                                                               |
| 2004 | Axys Design Automation    | Entwickler von ESL Design Programmen                                                                                                   |
| 2004 | Artisan Components        | Designer für physical IP (Bausteine für Integrierte Schaltkreise)                                                                      |
| 2005 | KEIL Software             | Entwicklung von Programmierwerkzeugen für Mikrocontroller                                                                              |
| 2006 | Falanx                    | Entwickler von Grafikprozessoren |
| 2006 | SOISIC                    | Patenthalter für Silicon-on-Insulator Produkte                                                                                         |
| 2011 | Obsidian Software Inc.    | Verifizierung von Prozessoren |
| 2011 | Prolific                  | Softwareentwickler für die automatisierte Erstellung von Prozessor Layouts                                                             |
| 2013 | Sensinode                 | Internet of Things Startup |
| 2013 | Cadence PANTA Prozessoren | Übernahme der Entwickler und Patente für die gemeinsam entwickelten Grafikprozessoren                                                  |
| 2014 | PolarSSL                  | Softwarebibliothek zur Einbindung von SSL und TLS                                                                                      |
| 2014 | Duolog                    | Entwickler von Software zur automatisierten Erstellung von Prozessorlayouts und der automatischen Einbindung damit verbundener Patente |
| 2015 | Sansa Security            | Entwickler von Patenten für Hardware-Sicherheit im Internet of Things und mobilen Geräten                                              |
| 2015 | Wicentric                 | Entwickler von Bluetooth Smart Stacks                                                                                                  |
| 2015 | Sunrise Micro Devices     | Entwickler von Patenten mit Spezialisierung auf Bluetooth Low Energy                                                                   |
| 2015 | Offspark                  | Entwickler von IoT Sicherheits Software                                                                                                |
| 2015 | Carbon Design Systems     | Bereitstellung von akkuraten virtuellen Prototypen im Prozessordesign                                                                  |
| 2016 | Apical                    | Patentverwalter für Bildverarbeitung und Embedded Vision                                                                               |
| 2016 | Allinea                   | Softwareentwickler für das High Performance Computing                                                                                  |
| 2018 | Treasure Data             | Datenverwaltung für IoT Geräte |
| 2018 | Stream Technologies       | Spezialist für Verbindungsverwaltung und GSM                                                                                           |
| 2020 | Treasure Data             | Abspaltung des vor kurzem gekauften Unternehmens. Zukünftig ein eigenständiges Unternehmen im Softbank Konzern.                        |